# أيزول
أيزول هي عاصمة ولاية ميزورام الهندية.يبلغ عدد سكانها 293,416 نسمة، وهي أكبر مدينة في الولاية وهي مركز الحكم ويتواجد بها جميع المكاتب الحكومية المهمة.

## المناخ
يظهر الجدول التالي التغييرات المناخية على مدار السنة لأيزول:
| البيانات المناخية لـأيزول               | البيانات المناخية لـأيزول | البيانات المناخية لـأيزول | البيانات المناخية لـأيزول | البيانات المناخية لـأيزول | البيانات المناخية لـأيزول | البيانات المناخية لـأيزول | البيانات المناخية لـأيزول | البيانات المناخية لـأيزول | البيانات المناخية لـأيزول | البيانات المناخية لـأيزول | البيانات المناخية لـأيزول | البيانات المناخية لـأيزول | البيانات المناخية لـأيزول |
| الشهر                                   | يناير                     | فبراير                    | مارس                      | أبريل                     | مايو                      | يونيو                     | يوليو                     | أغسطس                     | سبتمبر                    | أكتوبر                    | نوفمبر                    | ديسمبر                    | المعدل السنوي             |
| --------------------------------------- | ------------------------- | ------------------------- | ------------------------- | ------------------------- | ------------------------- | ------------------------- | ------------------------- | ------------------------- | ------------------------- | ------------------------- | ------------------------- | ------------------------- | ------------------------- |
| متوسط درجة الحرارة الكبرى °م (°ف)       | 20.4 (68.7)               | 21.7 (71.1)               | 25.2 (77.4)               | 26.8 (80.2)               | 26.3 (79.3)               | 25.5 (77.9)               | 25.3 (77.5)               | 25.5 (77.9)               | 25.7 (78.3)               | 24.7 (76.5)               | 23.0 (73.4)               | 21.0 (69.8)               | 24.3 (75.7)               |
| متوسط درجة الحرارة الصغرى °م (°ف)       | 11.4 (52.5)               | 12.8 (55.0)               | 15.6 (60.1)               | 17.5 (63.5)               | 18.1 (64.6)               | 18.9 (66.0)               | 19.1 (66.4)               | 19.1 (66.4)               | 19.2 (66.6)               | 18.0 (64.4)               | 15.1 (59.2)               | 12.2 (54.0)               | 16.4 (61.5)               |
| الهطول مم (إنش)                         | 13.4 (0.53)               | 23.4 (0.92)               | 73.4 (2.89)               | 167.7 (6.60)              | 289.0 (11.38)             | 406.1 (15.99)             | 320.4 (12.61)             | 320.6 (12.62)             | 305.2 (12.02)             | 183.7 (7.23)              | 43.2 (1.70)               | 15.3 (0.60)               | 2٬161٫4 (85.09)           |
| متوسط أيام هطول الأمطار                 | 0.5                       | 2.1                       | 5.0                       | 8.4                       | 12.8                      | 19.4                      | 19.3                      | 19.6                      | 17.2                      | 10.6                      | 1.8                       | 0.4                       | 117.1                     |
| المصدر: المنظمة العالمية للأرصاد الجوية |                           |                           |                           |                           |                           |                           |                           |                           |                           |                           |                           |                           |                           |

## أعلام
- مالساومفيلا
- زوهمينجليانا رالتي